# 宮田健吾
宮田健吾（みやた けんご、1974年11月10日 -本名：宮川文吾）は、兵庫県神戸市出身の演出家・プロデューサー・脚本家。

## プロフィール
- 千葉県千葉市立稲毛高等学校国際教養科を卒業
- 元競泳選手。イトマンスイミングスクール所属。ジュニアオリンピックなどの全国大会で活躍。専門は背泳ぎ
- イトマンスイミングスクールでコーチをしていたが、その後音楽ライブの演出などに従事
- 吉本興業・東京NSC構成作家コース、よしもとクリエイティブカレッジ2期生
- 2011年に日本脚本家連盟ライターズスクールにて脚本を学ぶ。清水曙美、後に藤森いずみに師事する
- 中学校時代の同級生にプロゴルファーの井上信がいる
- お笑いタレントの小島よしおとは、小学校・中学校・高校とも同じである
- 同じくお笑いタレントのにしおかすみことは、水泳部同士の仲間で一緒に大会役員をしていたこともある
- 財団法人日本水泳連盟競技担当
- 絵本作家のぶみらと、福島復興チャリティーキャラ「あたまがふくしまちゃん」を制作。チャリティー活動をしている
- 1999年より、国内外のテーマパークにおける、ショー演出としても活躍

## 主な作品

### 脚本（テレビ）
- 2012年4月〜　NHK Eテレ「はなかっぱ」（すぎだまや名義）
- 2016年1月〜　プリンス・オブ・ストライド オルタナティブ
- 2017年4月〜　ベイブレードバースト ゴッド

### 脚本（映画）
- 2013年10月 　あすなろ参上!　主演：ひめキュンフルーツ缶（脚本協力）

### 絵本
- 2013年7月　「あたまがふくしまちゃん」TOブックス（絵本作家のぶみと共著）
- 2017年3月　「むさしの国の赤ポッポ」ポプラ社（文・絵）

### 舞台（脚本・演出）
- 2005年秋　劇団「Team Japan Spec.」公演　【遥かな乃主汰瑠寺】　東京：ウッディシアター中目黒
- 2017年9月　オリジナル朗読劇【思い出はコンビーフと共に】　東京：スタジオユーキース
- 2017年11月　ユーキース・エンタテインメント制作　舞台【1000万ドルの夜景】　東京：シアターブラッツ
- 2019年2月　【マグナとふしぎの少女】　神奈川：神奈川県民ホール
- 2019年6月　【想い出はコンビーフに乗せて】【想い出の鐘が鳴る街】　東京：APOCシアター
- 2019年9月　オフィス・デュオ制作　恋ドクvol.1　【猫を訪ねて３人キュン】　東京：赤羽会館　出演：平川大輔 / 代永翼 / 畠中祐
- 2020年2月　【想い出はコンビーフに乗せて】　東京：成増アクトホール　出演： 恒松あゆみ / 米内佑希 / 南早紀 (声優) / ランズベリー・アーサー / 山下七海 / 青山玲菜 / 伝坂勉 / 板橋玲奈
- 2020年2月　オフィス・デュオ制作　恋ドクvol.2　【君を守る。そんなの猫飯前さ……】　東京：成増アクトホール　出演： 伊東健人 / 濱健人 / 小松昌平
- 2022年9月　フラリッシュエンタテインメント制作【ひらめき刑事マリコ】　埼玉：富士見市民文化会館

### 舞台（プロデューサー　他）
- 2008年秋　GACHA7公演　【console】　東京：新宿スペース107
- 2009年春　『コンビ愛No.1は誰だ!?〜よしもと若手芸人大集合〜』　東京：よしもとプリンスシアター

出演：ロシアンモンキー / こりゃめでてーな / 若月 / 囲碁将棋 / オオカミ少年 / トレンディエンジェル / ブレーメン / 井下好井 / チョコレートプラネット / トンファー　前説：アロハ

### 舞台（出演）
- 2016年9月　G&Gアクターズファクトリーvol.7 結成10周年・望月武 追悼公演『秋宵〜遠い日の宴〜』　東京：SPACE 雑遊

### イベント（演出・プロデューサー）
- 2003年7月〜9月　CX「お台場冒険王」ウォーターボーイズショー
- 2004年5月 　　　WB・トゥリトネス公演　【夜のしぶき祭り】　東京：六本木プリンスホテル内プール
- 2004年7月〜9月　CX「お台場冒険王」ウォーターボーイズショー
- 2010年9月18日〜19日　平城遷都1300年記念「大和郡山祭」

### イベント（MC）
- 2009年10月  JOY POP SCRAMBLE in 北海道 Vol.1 ＠ さっぽろ円山動物園
- 2010年 5月  JOY POP SCRAMBLE in 徳島 Vol.1 ＠ club GRINDHOUSE
- 2010年 5月  JOY POP SCRAMBLE in 大阪 Vol.1 ＠ 大阪RUIDO
- 2010年 6月  JOY POP SCRAMBLE in 北海道 Vol.2 ＠ 札幌キューブガーデン
- 2011年 5月  JOY POP SCRAMBLE in 福岡 Vol.2 ＠ 福岡ビートステーション

### テレビ（指導）
- 2003年7月〜9月 フジテレビ「WATER BOYS」（山田孝之、瑛太、森山未來ら）[要出典]
- 2004年7月〜9月 フジテレビ「WATER BOYS2」（市原隼人、小池徹平ら）[要出典]
- 2004年9月　第1回全国高校ウォーターボーイズ選手権[要出典]

### コンサート（演出・チーム）
- 2007年12月　　　絢香　ayaka premium live〜もっと笑顔が咲きますように〜[要出典]
- 2008年7月〜9月　絢香　ayaka LIVE TOUR 2008 “Sing to the Sky”[要出典]
- 2008年7月　　　 ap bank fes '08[要出典]
- 2009年11月〜2010年3月　ゆず　YUZU ARENA TOUR 2009-2010 FURUSATO[要出典]
- 2009年11月　　　絢香　MTV Unplugged ayaka[要出典]
- 2011年2月　　　 めざましスーパーライブ in 沖縄[要出典]
- 2011年7月〜8月　お台場合衆国 めざましライブステージ[要出典]